# Trimdon Colliery
Trimdon Colliery – wieś w Anglii, w hrabstwie Durham. Leży 13 km na południowy wschód od miasta Durham i 367 km na północ od Londynu.